# سون هیونگ مین
سون هیونگ مین (کره‌ای: 손흥민؛ زادهٔ ۸ ژوئیه ۱۹۹۲) بازیکن فوتبال اهل کره جنوبی است که‌ در پست مهاجم برای باشگاه فوتبال لس آنجلس اف سی آمریکا در MLS و تیم ملی کره جنوبی بازی می‌کند.

## آمار ملی

### بازی‌های ملی
تا تاریخ ۶ فوریه  ۲۰۲۴
| کره جنوبی | کره جنوبی | کره جنوبی | کره جنوبی |
| سال       | بازی      | گل        | پاس گل    |
| --------- | --------- | --------- | --------- |
| ۲۰۱۰      | ۱         | ۰         | ۰         |
| ۲۰۱۱      | ۷         | ۱         | ۰         |
| ۲۰۱۲      | ۳         | ۰         | ۰         |
| ۲۰۱۳      | ۱۱        | ۴         | ۰         |
| ۲۰۱۴      | ۱۲        | ۲         | ۳         |
| ۲۰۱۵      | ۱۲        | ۹         | ۱         |
| ۲۰۱۶      | ۶         | ۱         | ۲         |
| ۲۰۱۷      | ۹         | ۳         | ۰         |
| ۲۰۱۸      | ۱۳        | ۳         | ۴         |
| ۲۰۱۹      | ۱۳        | ۳         | ۴         |
| ۲۰۲۰      | ۲         | ۰         | ۲         |
| ۲۰۲۱      | ۷         | ۴         | ۰         |
| ۲۰۲۲      | ۱۲        | ۵         | ۱         |
| ۲۰۲۳      | ۸         | ۶         | ۲         |
| ۲۰۲۴      | ۸         | ۴         | ۱         |
| ۱۲۴       | ۴۵        | ۲۰        |           |

### گل‌های ملی
| شماره | تاریخ           | میزبان      | بازی ملی | حریف      | نتیجه | رقابت                  |
| ----- | --------------- | ----------- | -------- | --------- | ----- | ---------------------- |
| ۱     | ۱۸ ژانویه ۲۰۱۱  | دوحه        | ۳        | هند       | ۴–۱   | جام ملت‌های آسیا ۲۰۱۱   |
| ۲     | ۲۶ مارس ۲۰۱۳    | سئول        | ۱۳       | قطر       | ۲–۱   | مقدماتی جام جهانی ۲۰۱۴ |
| ۳     | ۶ سپتامبر ۲۰۱۳  | اینچئون     | ۱۷       | هائیتی    | ۴–۱   | دوستانه                |
| ۴     | ۶ سپتامبر ۲۰۱۳  | اینچئون     | ۱۷       | هائیتی    | ۴–۱   | دوستانه                |
| ۵     | ۱۵ اکتبر ۲۰۱۳   | چئونان      | ۲۰       | مالی      | ۳–۱   | دوستانه                |
| ۶     | ۵ مارس ۲۰۱۴     | آتن         | ۲۳       | یونان     | ۲–۰   | دوستانه                |
| ۷     | ۲۲ ژوئن ۲۰۱۴    | پورتو آلگری | ۲۷       | الجزایر   | ۲–۴   | جام جهانی ۲۰۱۴ برزیل   |
| ۸     | ۲۲ ژانویه ۲۰۱۵  | ملبورن      | ۳۷       | ازبکستان  | ۲–۰   | جام ملت‌های آسیا ۲۰۱۵   |
| ۹     | ۲۲ ژانویه ۲۰۱۵  | ملبورن      | ۳۷       | ازبکستان  | ۲–۰   | جام ملت‌های آسیا ۲۰۱۵   |
| ۱۰    | ۳۱ ژانویه ۲۰۱۵  | سیدنی       | ۳۹       | استرالیا  | ۱–۲   | جام ملت‌های آسیا ۲۰۱۵   |
| ۱۱    | ۱۶ ژوئن ۲۰۱۵    | بانکوک      | ۴۳       | میانمار   | ۲–۰   | مقدماتی جام جهانی ۲۰۱۸ |
| ۱۲    | ۳ سپتامبر ۲۰۱۵  | هواسئونگ    | ۴۴       | لائوس     | ۸–۰   | مقدماتی جام جهانی ۲۰۱۸ |
| ۱۳    | ۳ سپتامبر ۲۰۱۵  | هواسئونگ    | ۴۴       | لائوس     | ۸–۰   | مقدماتی جام جهانی ۲۰۱۸ |
| ۱۴    | ۳ سپتامبر ۲۰۱۵  | هواسئونگ    | ۴۴       | لائوس     | ۸–۰   | مقدماتی جام جهانی ۲۰۱۸ |
| ۱۵    | ۱۷ نوامبر ۲۰۱۵  | وینتیان     | ۴۵       | لائوس     | ۵–۰   | مقدماتی جام جهانی ۲۰۱۸ |
| ۱۶    | ۱۷ نوامبر ۲۰۱۵  | وینتیان     | ۴۵       | لائوس     | ۵–۰   | مقدماتی جام جهانی ۲۰۱۸ |
| ۱۷    | ۶ اکتبر ۲۰۱۶    | سوون        | ۵۰       | قطر       | ۳–۲   | مقدماتی جام جهانی ۲۰۱۸ |
| ۱۸    | ۱۰ اکتبر ۲۰۱۷   | بیل         | ۵۹       | مراکش     | ۱–۳   | دوستانه                |
| ۱۹    | ۱۰ نوامبر ۲۰۱۷  | سوون        | ۶۰       | کلمبیا    | ۲–۱   | دوستانه                |
| ۲۰    | ۱۰ نوامبر ۲۰۱۷  | سوون        | ۶۰       | کلمبیا    | ۲–۱   | دوستانه                |
| ۲۱    | ۲۸ مه ۲۰۱۸      | دئگو        | ۶۴       | هندوراس   | ۲–۰   | دوستانه                |
| ۲۲    | ۲۳ ژوئن ۲۰۱۸    | روستوف      | ۶۹       | مکزیک     | ۱–۲   | جام جهانی ۲۰۱۸ روسیه   |
| ۲۳    | ۲۷ ژوئن ۲۰۱۸    | کازان       | ۷۰       | آلمان     | ۲–۰   | جام جهانی ۲۰۱۸ روسیه   |
| ۲۴    | ۲۶ مارس ۲۰۱۹    | سئول        | ۷۹       | کلمبیا    | ۲–۱   | دوستانه                |
| ۲۵    | ۱۰ اکتبر ۲۰۱۹   | هواسئونگ    | ۸۴       | سری‌لانکا  | ۸–۰   | مقدماتی جام جهانی ۲۰۲۲ |
| ۲۶    | ۱۰ اکتبر ۲۰۱۹   | هواسئونگ    | ۸۴       | سری‌لانکا  | ۸–۰   | مقدماتی جام جهانی ۲۰۲۲ |
| ۲۷    | ۱۳ ژوئن ۲۰۲۱    | گویانگ      | ۹۱       | لبنان     | ۲–۱   | مقدماتی جام جهانی ۲۰۲۲ |
| ۲۸    | ۷ اکتبر ۲۰۲۱    | سئول        | ۹۳       | سوریه     | ۲–۱   | مقدماتی جام جهانی ۲۰۲۲ |
| ۲۹    | ۱۲ اکتبر ۲۰۲۱   | تهران       | ۹۴       | ایران     | ۱–۱   | مقدماتی جام جهانی ۲۰۲۲ |
| ۳۰    | ۱۶ نوامبر ۲۰۲۱  | دوحه        | ۹۶       | عراق      | ۳–۰   | مقدماتی جام جهانی ۲۰۲۲ |
| ۳۱    | ۲۴ مارس ۲۰۲۲    | سئول        | ۹۷       | ایران     | ۲–۰   | مقدماتی جام جهانی ۲۰۲۲ |
| ۳۲    | ۶ ژوئن ۲۰۲۲     | دائجون      | ۱۰۰      | شیلی      | ۲–۰   | دوستانه                |
| ۳۳    | ۱۰ ژوئن ۲۰۲۲    | سوون        | ۱۰۱      | پاراگوئه  | ۲–۲   | دوستانه                |
| ۳۴    | ۲۳ سپتامبر ۲۰۲۲ | گویانگ      | ۱۰۳      | کاستاریکا | ۲–۲   | دوستانه                |
| ۳۵    | ۲۷ سپتامبر ۲۰۲۲ | سئول        | ۱۰۴      | کامرون    | ۱–۰   | دوستانه                |
| ۳۶    | ۲۴ مارس ۲۰۲۳    | اولسان      | ۱۰۹      | کلمبیا    | ۲–۲   | دوستانه                |
| ۳۷    | ۲۴ مارس ۲۰۲۳    | اولسان      | ۱۰۹      | کلمبیا    | ۲–۲   | دوستانه                |
| ۳۸    | ۱۷ اکتبر ۲۰۲۳   | سوون        | ۱۱۴      | ویتنام    | ۶–۰   | دوستانه                |
| ۳۹    | ۱۶ نوامبر ۲۰۲۳  | سئول        | ۱۱۵      | سنگاپور   | ۵–۰   | مقدماتی جام جهانی ۲۰۲۶ |
| ۴۰    | ۲۱ نوامبر ۲۰۲۳  | شنژن        | ۱۱۶      | چین       | ۳–۰   | مقدماتی جام جهانی ۲۰۲۶ |
| ۴۱    | ۲۱ نوامبر ۲۰۲۳  | شنژن        | ۱۱۶      | چین       | ۳–۰   | مقدماتی جام جهانی ۲۰۲۶ |
| ۴۲    | ۲۰ ژانویه ۲۰۲۴  | دوحه        | ۱۱۹      | اردن      | ۲–۲   | جام ملت‌های آسیا ۲۰۲۳   |
| ۴۳    | ۲۵ ژانویه ۲۰۲۴  | الوکره      | ۱۲۰      | مالزی     | ۳–۳   | جام ملت‌های آسیا ۲۰۲۳   |
| ۴۴    | ۲ فوریه ۲۰۲۴    | الوکره      | ۱۲۲      | استرالیا  | ۲–۱   | جام ملت‌های آسیا ۲۰۲۳   |

## تاتنهام
سوون در سال ۲۰۱۵ پس از درخشش در باشگاه بایر لورکوزن خود را به تاتنهام رساند. درخشش او در این تیم رفته رفته بیشتر شد. تاجایی که با درخشش او تاتنهام به فینال لیگ قهرمانان اروپا در سال ۲۰۱۹ رسید. همچنان سوون توانست در پریمیر لیگ در فصل ۲۰۲۱/۲۲ عنوان بهترین گلزن و بازیکن این لیگ را در سال ۲۰۲۲ بدست آورد و موفق شد که اولین بازیکن آسیایی باشد که به این افتخار دست یافته‌است. تا رکورد برای بازیکنان آسیایی به‌شمار رود.او همچنین توانست در فصل ۲۰۲۴-۲۵ با تاتنهام قهرمان لیگ اروپا شود و اولین جام دوران حرفه ای خود را کسب کند

## سبک بازی
تکنیک و سرعت و گلزنی او را به یک ستاره تبدیل کرده‌است، تا جایی که تاتنهام به شدت به بازی و تأثیر گذاری او وابسته شده‌است. همچنین، او یکی از چندین نامزد نهایی بهترین بازیکن دنیا درسال ۲۰۲۲ میلادی شد.

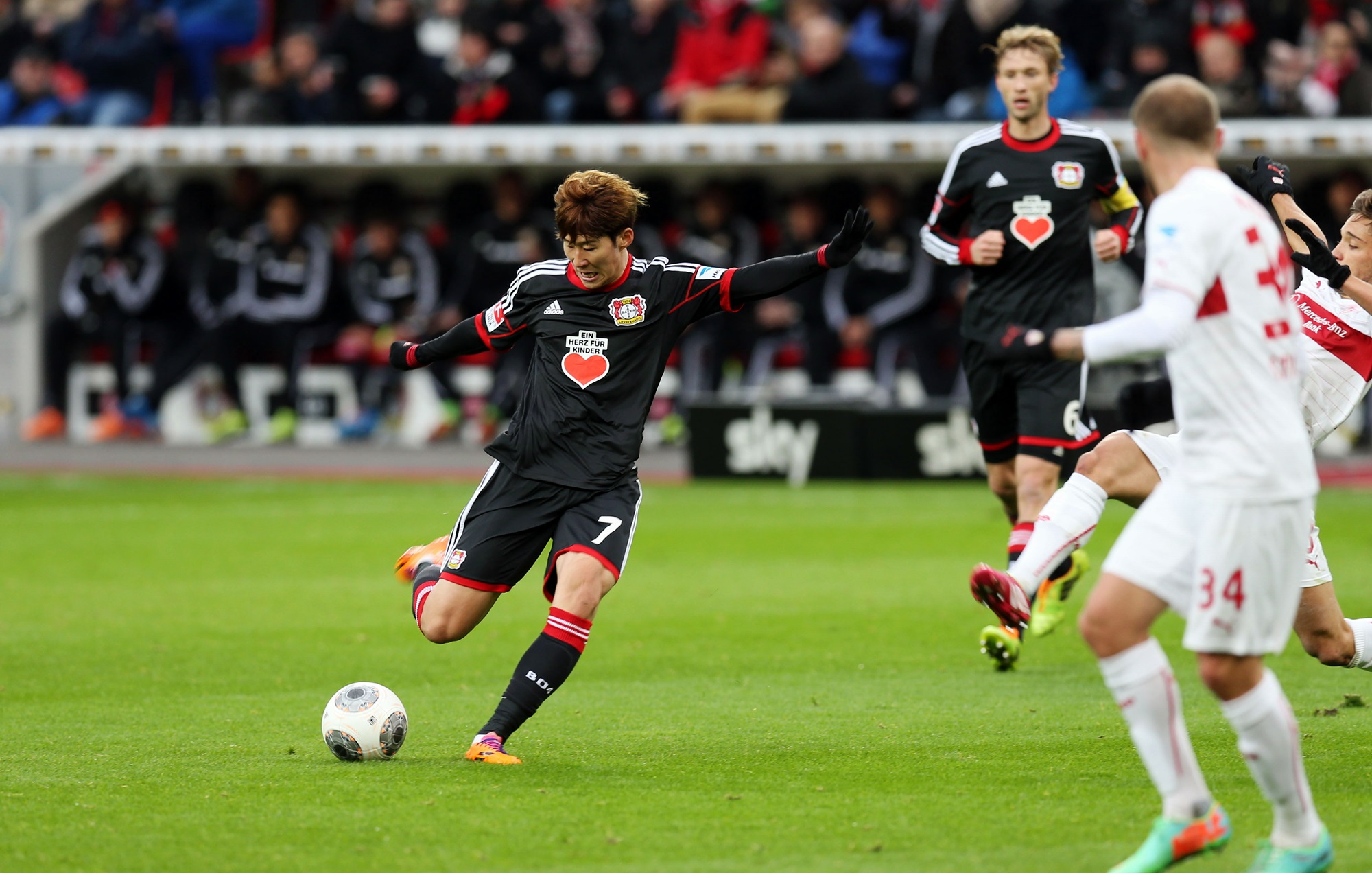
۲۰۱۴

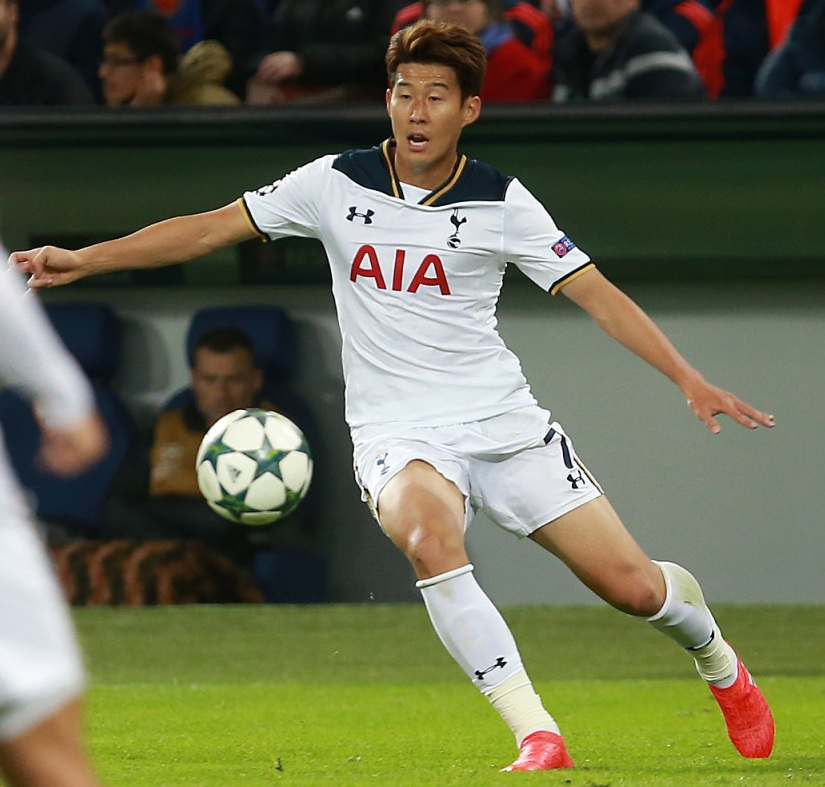
۲۰۱۶

او در ردهٔ ملی برای تیم ملی فوتبال کره جنوبی و در ردهٔ باشگاهی در تیم‌های هامبورگ، بایر ۰۴ لورکوزن و تاتنهام بازی کرده‌است. 

## افتخارات
تاتنهام هاتسپر
- قهرمانی  لیگ اروپا ۲۵–۲۰۲۴

- نایب‌ قهرمانی  لیگ قهرمانان اروپا (۱): ۱۹-۲۰۱۸

- نایب قهرمانی  جام اتحادیه انگلیس (۱): ۲۱-۲۰۲۰

کره جنوبی زیر ۱۷ سال
- نایب قهرمانی  مسابقات فوتبال زیر ۱۷ سال آسیا (۱): ۲۰۰۸

کره جنوبی زیر ۲۳ سال
- قهرمانی  مسابقات آسیایی (۱): ۲۰۱۸

کره جنوبی
- نایب قهرمانی  جام ملت‌های آسیا (۱): ۲۰۱۵

فردی
- جایزه پوشکاش فیفا (۱): ۲۰۲۰
- بهترین بازیکن فصل در یورو اسپورت (۱): ۲۲-۲۰۲۱
- بهترین بازیکن در آسیا (۸): ۲۰۱۴، ۲۰۱۵، ۲۰۱۷، ۲۰۱۸، ۲۰۱۹، ۲۰۲۰، ۲۰۲۱، ۲۰۲۲
- قرار گرفتن در بهترین تیم جام ملت‌های آسیا (۱): ۲۰۱۵
- بازیکن فوتبال سال آسیا (۳): ۲۰۱۵، ۲۰۱۷، ۲۰۱۹
- بهترین بازیکن تمام دوران فدراسیون فوتبال آسیا در اوپتا اسپورتس (جام جهانی فیفا) (۱): ۲۰۲۰
- دستاورد برجسته در ورزش (جوایز آسیایی) (۱): ۲۰۱۶
- بهترین ورزشکار مرد آسیایی (۱): ۲۰۱۸
- بهترین گل دهه تاتنهام هاتسپر (۱): ۲۰۱۹-۲۰۱۰
- بهترین بازیکن فصل تاتنهام هاتسپر (۳): ۱۹-۲۰۱۸، ۲۰-۲۰۱۹، ۲۲-۲۰۲۱
- بهترین گل فصل تاتنهام هاتسپر (۴): ۱۸-۲۰۱۷، ۱۹-۲۰۱۸، ۲۰-۲۰۱۹، ۲۳-۲۰۲۲